# Línea G (Metro de Los Ángeles)
La Línea G, originalmente la Línea Naranja (Orange Line) hasta 2020, es una línea de autobús de tránsito rápido que opera entre la Valle de San Fernando. La línea tiene 17 estaciones de Chatsworth a North Hollywood. Es operado por el Los Angeles County Metropolitan Transportation Authority y entró en servicio el 29 de octubre de 2005. La línea de 17,7 millas (28,485318 km), es una de las dos líneas del sistema de Metro Liner, conectándose con Metro de Los Ángeles y los sistemas de cercanías del Metrolink y Amtrak.

## Estaciones
| Parada          | Tipo     | Conexiones | Inauguración            |
| --------------- | -------- | --- | ----------------------- |
| Chatsworth      | Estación | Pacific Surfliner Línea Condado de Ventura | 30 de junio de 2012     |
| Nordhoff        | Estación | Metro Local: 166 | 30 de junio de 2012     |
| Roscoe          | Estación | Metro Local: 152 | 30 de junio de 2012     |
| Sherman Way     | Estación | Metro Local: 162 | 30 de junio de 2012     |
| Canoga          | Estación | Metro Local: 150, 161, 169, 601 Santa Clarita Transit: 796 Antelope Valley Transit Authority: 787                                                                          | 27 de diciembre de 2006 |
| De Soto         | Estación | Metro Local: 164, 244 Santa Clarita Transit: 796 | 29 de octubre de 2005   |
| Pierce College  | Estación | Metro Local: 164, 243 | 29 de octubre de 2005   |
| Tampa           | Estación | Metro Local: 242 | 29 de octubre de 2005   |
| Reseda          | Estación | Metro Local: 240 | 29 de octubre de 2005   |
| Balboa          | Estación | Metro Local: 164, 235, 236 LADOT Commuter Express: 573, 574 | 29 de octubre de 2005   |
| Woodley         | Estación | Metro Local: 164, 237 | 29 de octubre de 2005   |
| Sepulveda       | Estación | Metro Local: 237 | 29 de octubre de 2005   |
| Van Nuys        | Estación | Metro Local: 154, 233, 237 Metro Rapid: 761 LADOT DASH: Van Nuys/Studio City                                                                                               | 29 de octubre de 2005   |
| Woodman         | Estación | Metro Local: 154, 158 | 29 de octubre de 2005   |
| Valley College  | Estación | Metro Local: 167, 237 LADOT Commuter Express: 549 LADOT DASH: Van Nuys/Studio City                                                                                         | 29 de octubre de 2005   |
| Laurel Canyon   | Estación | Metro Local: 230 | 29 de octubre de 2005   |
| North Hollywood | Estación | Union Station - North Hollywood Metro Local: 152, 154, 156, 183, 224, 353, 363, 656 Santa Clarita Transit: 757 Burbank Bus Noho Media District LADOT Commuter Express: 549 | 29 de octubre de 2005   |